# Estádio Serra Dourada
O Estádio do Governo do Estado de Goiás mais conhecido como Estádio Serra Dourada é um estádio de futebol localizado em Goiânia, Goiás, Brasil. 
No estádio realizam-se as partidas dos principais times de futebol da cidade – Goiás, Atlético-GO, Vila Nova e Goiânia, além de outros eventos em geral, tais como shows musicais, a exemplo de maio de 2013 — quando recebeu o beatle Paul McCartney, que se apresentou para mais de 40 mil pessoas. 
Foi projetado por Paulo Mendes da Rocha, arquiteto vencedor do Prémio Pritzker de 2006. O engenheiro Lamartine Reginaldo e os arquitetos Armando Scartezini, Ariel Costa Campos e Silas Varizo foram os responsáveis pela obra, realizada durante a gestão do governador Leonino Caiado.
A sua inauguração ocorreu em 9 de março de 1975. Era o 7º maior estádio do país, hoje é o 21º.
Possui um amplo estacionamento para carros, com uma capacidade estimada de 10 mil vagas. A área do estádio é cercada por importantes vias de trânsito, como a rodovia BR-153 e a Avenida Fued José Sebba.
Passou a receber menos jogos depois que o Goiás reformou o Estádio da Serrinha, com o último jogo do Campeonato Brasileiro no Serra Dourada sendo em dezembro de 2019 e apenas quatro partidas em 2022. Após reformas em 2019, a capacidade foi aumentada para os atuais 42 049 lugares.

## Inauguração
Na inauguração do Serra Dourada em 9 de março de 1975, ocorreu a partida entre a Seleção de Goiás e a Seleção de Portugal, vencida pela Seleção Goiana pelo placar de 2 x 1, lotando as arquibancadas com público de 76 718 pagantes.
O duelo ficou marcado pela presença de grandes jogadores do futebol goiano, dentre eles Lincoln, o "Leão da Serra", Macalé, Matinha, Paghetti, Fernandinho e Tuíra.

### Dados gerais do estádio
- Área total: 500 mil m²
- Área construída: 160 mil m²
- Todo o gramado: 118 x 80 m
- Dimensões do campo de jogo: 105 x 68 m (2016)[8]
- Capacidade: 42 049 espectadores[4]
- Lanchonetes: 22
- Banheiros: 53
- Cabines para rádio: 34
- Vestiários: 4
- Salas para aquecimento: 2
- Bilheterias: 5
- Guichês: 44
- Portões de entrada: 7
- Portões de saída: 12
- Departamento médico: 2

## Capacidade do estádio
A capacidade original estaria em torno de 80 mil espectadores, já que seus dois maiores públicos se aproximam dessa marca.
Para sediar os jogos do Grupo B (Argentina, Uruguai, Chile, Equador e Bolívia) da Copa América de 1989, o Serra Dourada foi vistoriado e medido pela CBF e CONMEBOL, que determinaram novos números para o estádio goiano. E foi o palco dos amistosos do Brasil contra os times da Países Baixos em 2011 e Panamá em 2014.
- O estádio inicialmente tinha um total de 50 049 lugares, divididos em:[9]
  - Gerais 8 000 lugares (Uso Restrito devido ao Estatuto do Torcedor)
  - Arquibancadas: 32 660 lugares
  - Cadeiras:  8 914 lugares
  - Tribuna da Agel: 133 lugares
  - Tribuna da FGF: 133 lugares
  - Tribuna da imprensa: 162 lugares
  - Tribuna do governo: 47 lugares

## Os 18 maiores públicos
O jogo com maior público, foi na partida entre da Seleção de Goiás e a Seleção Brasileira, em 19 de março de 1978, placar de 3 x 1 para Seleção Brasileira com público recorde de 77 790 pagantes.
- 1. Seleção Goiana 1 x 3 Seleção Brasileira - 77 790 - amistoso (1978)
- 2. Seleção Goiana 2 x 1 Seleção Portuguesa - 76 718 - inauguração (1975)
- 3. Vila Nova x Goiás - 76 583 - Campeonato Goiano (1978)
- 4. Flamengo x Atlético-MG - 76 501 - Libertadores da América (1981)
- 5. Goiás x Flamengo - 75 723 - Campeonato Brasileiro (1983)
- 6. Vila Nova x Goiás - 74 614 - Campeonato Goiano (1979)
- 7. Brasil x Paraguai - 69 050 - Eliminatórias (1980)
- 8. Goiás x Vila Nova - 68 953 - Campeonato Goiano (1977)
- 9. Goiás x Vila Nova - 68 843 - Campeonato Goiano (1982)
- 10. Goiás x Santos - 58 391 - Campeonato Brasileiro (1983)
- 11. Atlético-GO x Vila Nova - 56 854 - Campeonato Goiano (1976)
- 12. Goiânia x Goiás - 56 854 - Campeonato Goiano (1976)
- 13. Goiás x Botafogo - 55 694 - Campeonato Brasileiro (1995)
- 14. Vila Nova x América-MG - 55 000 - Campeonato Brasileiro Série B (1997)
- 15. Goiás x Flamengo - 49 625 - Campeonato Brasileiro (1975)
- 16. Goiás x Corinthians - 48 978 - Campeonato Brasileiro (2005)
- 17. Atlético-GO x Goiás - 48 761 - Campeonato Goiano (1976)
- 18. Goiânia x Vila Nova - 48 761 - Campeonato Goiano (1976)

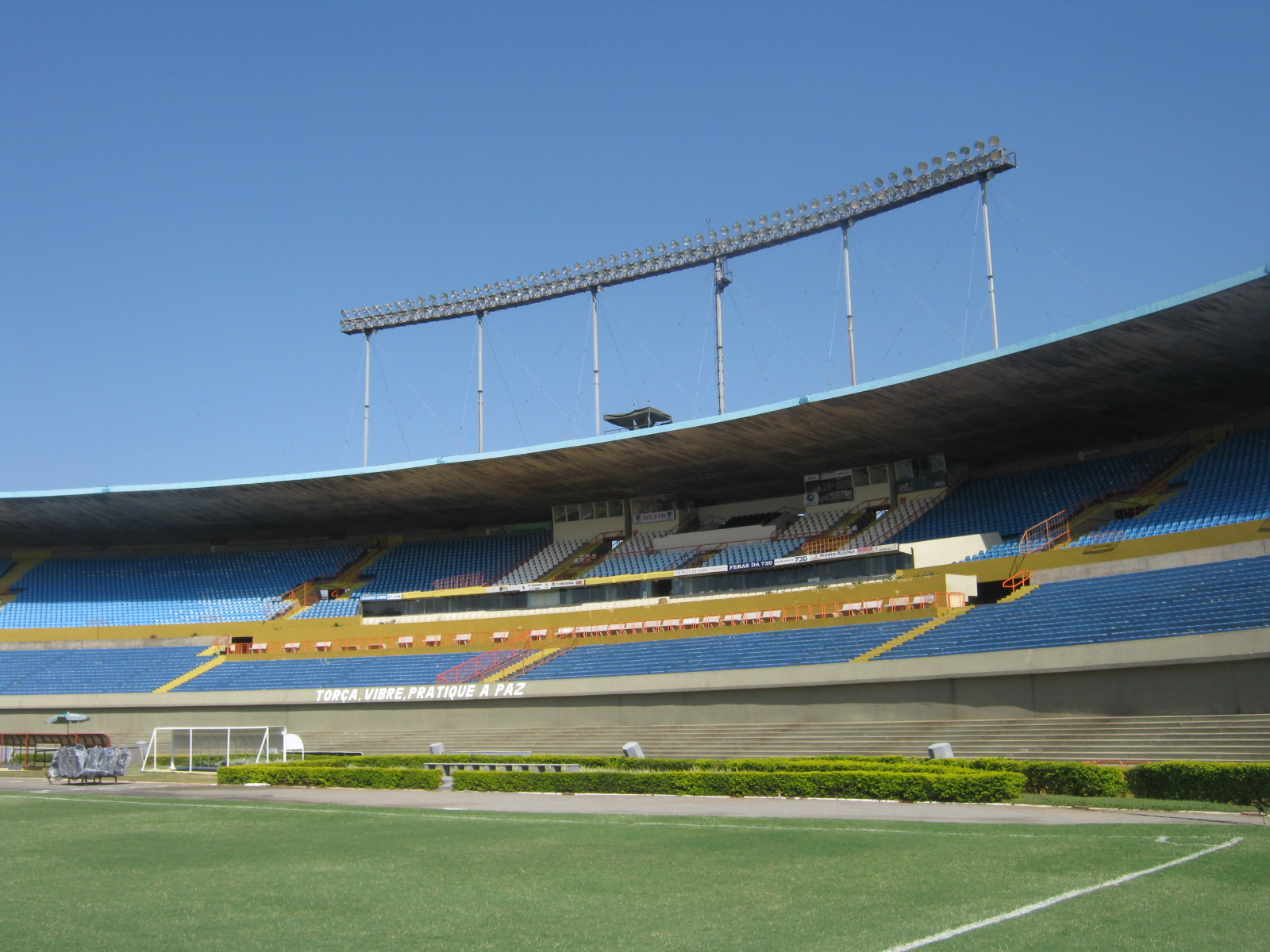
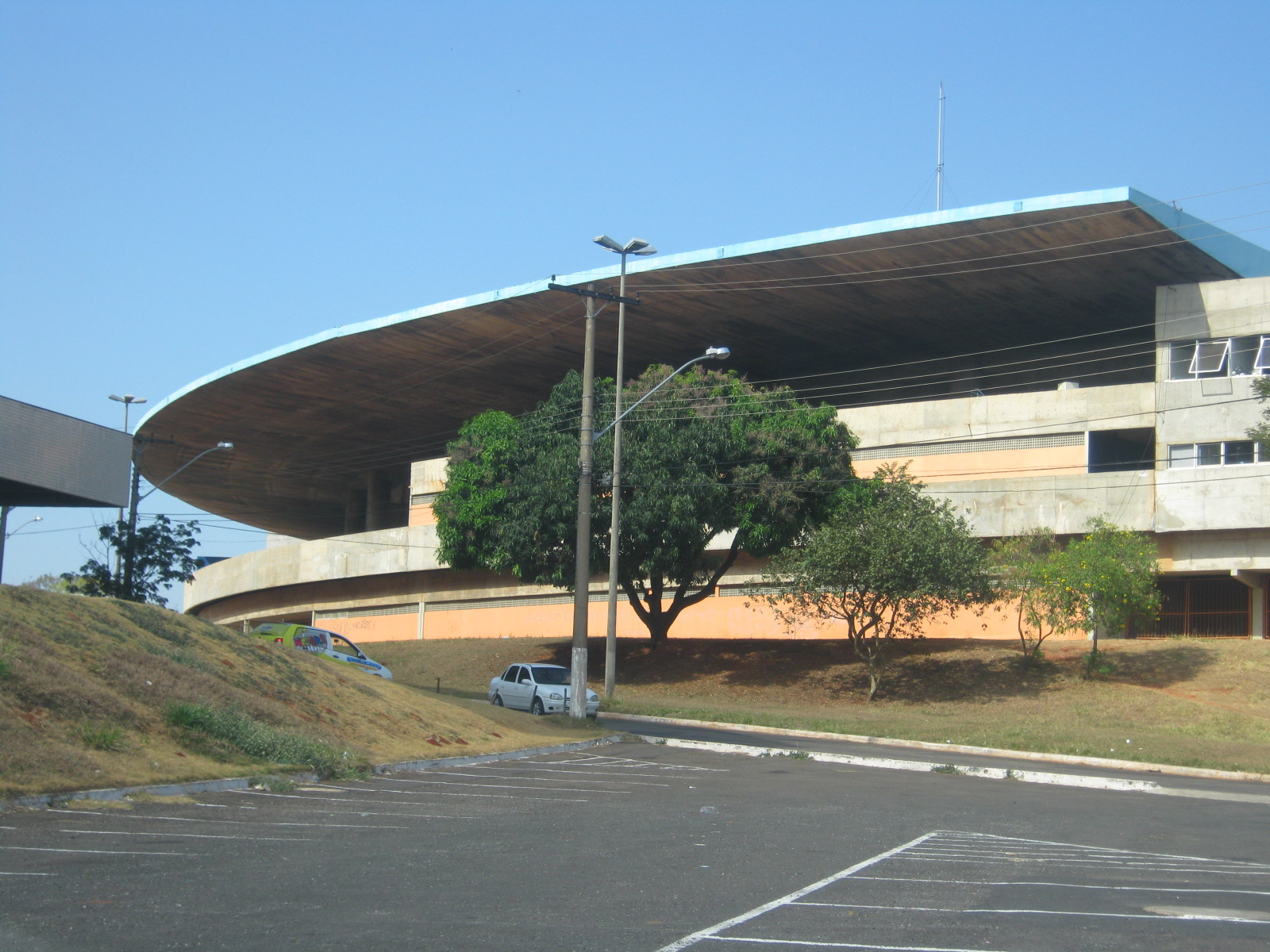
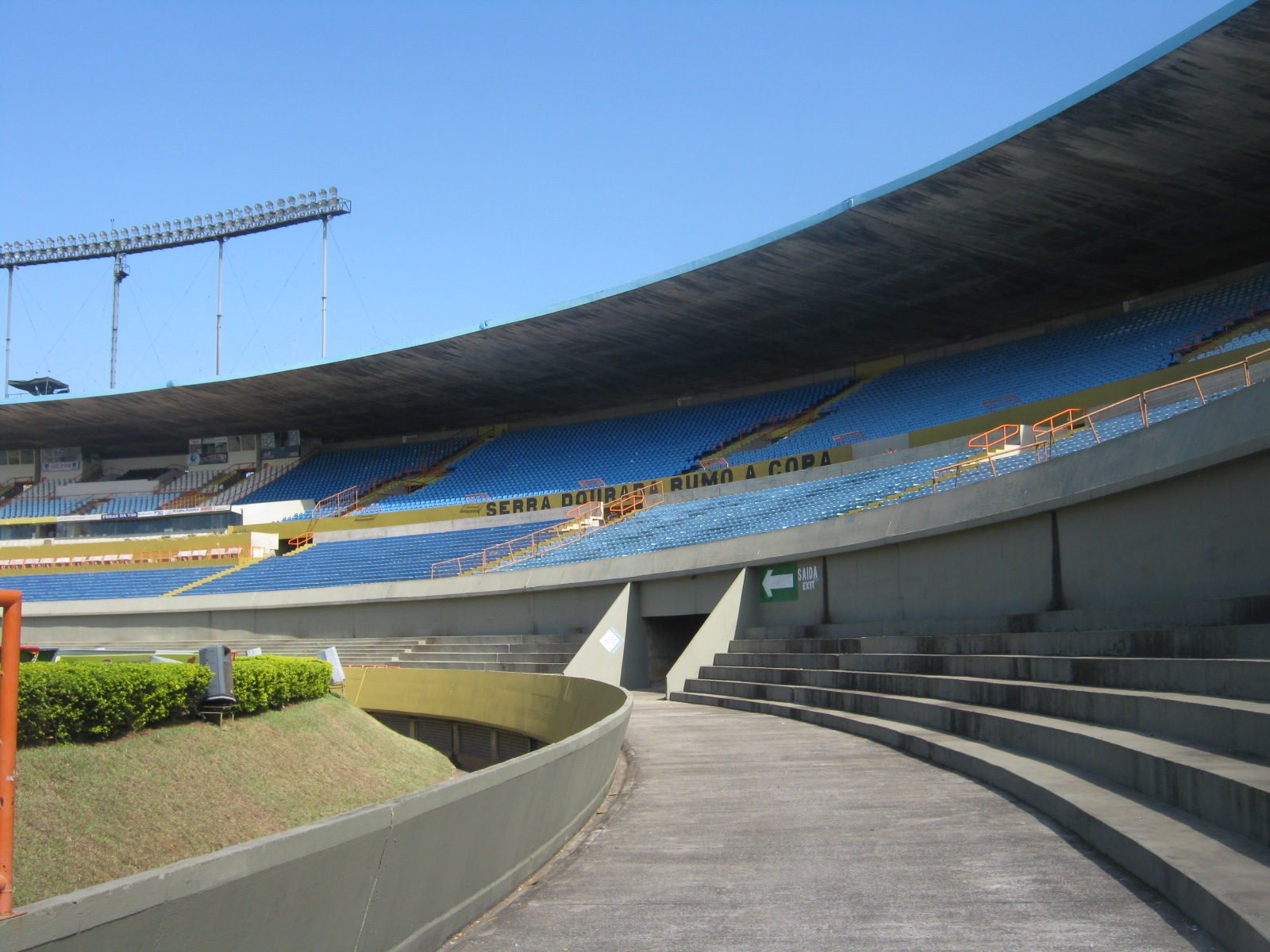
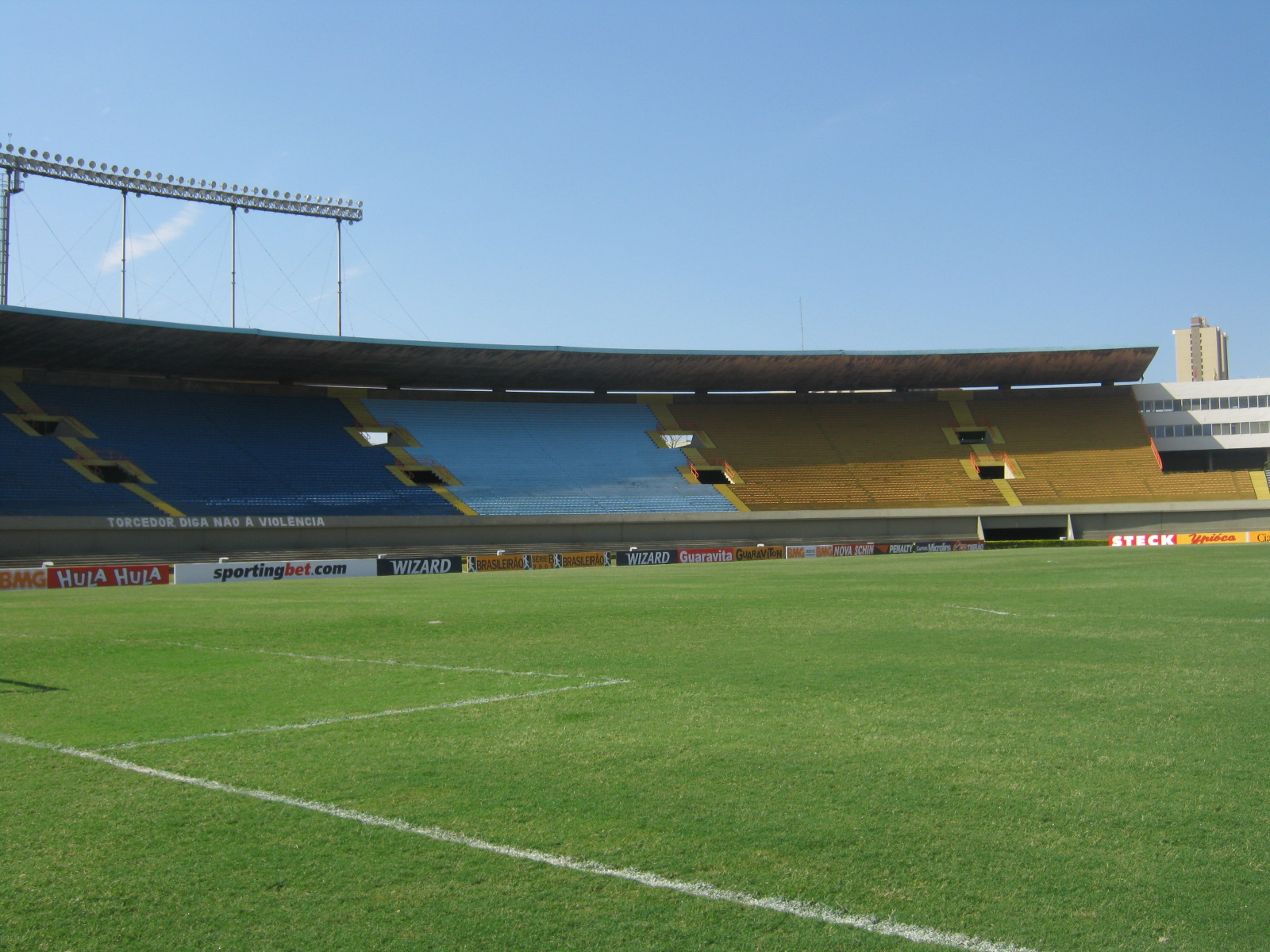